# Балатопарский сельский округ
Балатопарский сельский округ — административная единица в составе Балхашского района Алматинской области. Административный центр — Балатопар.

## Административное устройство
- Балатопар
- Акдала

## Население
По данным переписи 2009 года, население района — 1957 человек.